# 根田鼠
根田鼠（学名：Microtus oeconomus）为仓鼠科田鼠属的动物，分布于北欧、中欧、亚洲、北美洲西北部（包括阿拉斯加和加拿大西北部）等地。在中国，分布于甘肃、陕西、青海、新疆、四川等地，主要栖息于森林、森林草原、高山灌丛、沿河湖岸灌丛、村庄农田。该物种的模式产地在西伯利亚伊斯基姆河谷。

## 亚种
- 根田鼠甘肃亚种（学名：Microtus oeconomus flaviventris），Satunin于1903年命名。在中国，分布于陕西、甘肃南部、青海东部、四川等地。该物种的模式产地在甘肃某寺庙（Tschortentan Temple）。[2]
- 根田鼠柴达木亚种（学名：Microtus oeconomus limnophilus），Bunther于1889年命名。在中国，分布于甘肃祁连山、青海柴达木等地。该物种的模式产地在柴达木。[3]
- 根田鼠天山亚种（学名：Microtus oeconomus montiumcaelestinum），Ognev于1944年命名。在中国，分布于新疆天山山地等地。该物种的模式产地在中亚地区。[4]